# 白花藤萝
白花藤萝（学名：Wisteria venusta）为豆科紫藤属下的一个种。

## 药用
白花藤萝的根中药名为大发汗。有发汗解表，除风祛湿的功能。